# NN-56
La carretera NN‑56 es una vía departamental secundaria que une la localidad de Las Sabanas con Palacagüina, en el departamento de Madriz. Recorre aproximadamente 11,3 km, conecta con la NN-55 y forma parte de la red vial administrada por el MTI.

## Trazado y cruces
| km   | Localidad   | Departamento | Conexión / Ruta |
| ---- | ----------- | ------------ | --------------- |
| 0,0  | Las Sabanas | Madriz       | Inicio de ruta  |
| 5,5  | La Chorrera | Madriz       | —               |
| 11,3 | Palacagüina | Madriz       | NN 55           |

## Coordenadas
Un tramo de la NN‑56 se ubica geográficamente en: 13°29′47″N 86°19′52″O / 13.4965, -86.3312